# Rubén Molina
Rubén Molina est un danseur-chorégraphe et comédien espagnol né en 1985 à Cordoue (Espagne).

## Formation et débuts
Formé aux conservatoires de Cordoue et Madrid, ainsi qu'à l’école Amor de Dios, Rubén Molina commence sa carrière dans les compagnies d'Antonio Márquez et José Porcel, où il travaille avec José Granero. Premier danseur de la compagnie Isabel Pantoja, et soliste au Ballet-Théâtre espagnol de Rafael Aguilar, il effectue des tournées aux États-Unis, en Europe, en Asie et en Australie. En 2007, il est invité au ballet La traviata à l'Opéra de Rome sous la direction de Franco Zeffirelli, et à l'opéra Carmen en tant que soliste, sous la direction de Giuseppe Carbone.

## Carrière et créations
Depuis 2013, il est installé à Paris où il est professeur de flamenco et développe sa carrière en parallèle. En 2018, à l'occasion de son spectacle Patio Flamenco, il crée la compagnie CRM.
- 2014 : Réencuentros
- 2016 : Suspiro, au Théâtre du Marais
- 2016 : Nuit Flamenco, au Théâtre du Marais[3] et Café de la Danse[4]
- 2017 : Soirée espagnole, au Bataclan[5]
- 2017 : Nuit flamenco acte II, au Café de la Danse[6]
- 2018 : Patio flamenco, au Théâtre du Gymnase
- 2019 : Nuit flamenco Version inédite, au Théâtre Le Palace
- 2020 : Mátame, au Théâtre du Gymnase (compagnie CMR)
- 2021 : GEMINVS, en duo avec le soliste de l'Opéra de Paris et du Béjart Ballet de Lausanne, Allister Madin
- 2022 : From Córdoba to New York, à l'Institut Cervantes de New York
- 2024 : La Salida, au Théâtre de l'Atelier (compagnie CMR)[7]
- 2024 : Geometrìas del compas, pour le Musée Picasso, à Paris[8]

Durant la période de la COVID, il a réalisé un documentaire tourné en Andalousie sur l'art du flamenco, intitulé Herencia.

## Chorégraphe

### Théâtre
- 2020 : Andando - Lorca 1936[9], pièce de théâtre dirigée par Daniel San Pedro, au Théâtre des Bouffes du Nord, avec notamment Camélia Jordana et Zita Hanrot.
- 2023 : Dolores au Festival d'Avignon, mise en scène de Virginie Lemoine[10]

### Filmographie
- 2019 : Coup de foudre en Andalousie, de Stéphane Malhuret (comédien)

- 2023 : Voleuses, de Mélanie Laurent (chorégraphe)
- 2023 : Une affaire d'honneur, de Vincent Perez (chorégraphe)

## Collaborations et invitations
Depuis 2017, Rubén Molina a collaboré à de nombreux projets, notamment avec la London Fashion Week, le Grand Bal Masqué de Versailles et la maison Christian Dior.
Il travaille avec la chorégraphe Blanca Li, pour son cabaret Las fiestas de Blanca Li et est invité pour une performance lors de la séance d'installation de cette dernière à l'Académie des Beaux-Arts, le 20 octobre 2021.
Il collabore également avec le chanteur Kendji Girac, pour la chorégraphie des clips de Conquistador et Desperado et lors du défilé du Casa fashion Show en 2019. Il se produit sur scène avec le chanteur lors du spectacle de clôture de la finale du Top 14 de rugby au Stade de France, le 24 juin 2022.
En janvier 2023, il est artiste invité pour l'ouverture du défilé Orígenes de la designer Juana Martín lors de la Paris Fashion Week.
En 2023, Rubén Molina collabore avec Rossy de Palma pour l'exposition Olé Olé organisée au Bon Marché puis pour la campagne de publicité Flamencaba de la maison Louboutin.
Il est un des artistes invités par TF1 à l'élection de Miss France 2024.

## Distinctions
- 2021 : Prix du Public au Sobanova Danse Awards, pour GEMINVS, en duo avec Allister Madin.